# Coșmar de închiriat
Coșmar de închiriat (1990) (titlu original Cauchemar à louer) este un roman fantastique scris de Serge Brussolo, care a fost publicat pentru prima oară de Gérard de Villiers.

## Cadrul acțiunii
Pe o colină din apropierea unui sat de indieni din Vestul Sălbatic se prăbușește o bucată de rocă lunară. Femeile însărcinate care vizitează situl dau naștere unor copii monstruoși, pe care sunt nevoite să-i ucidă. Peste puțină vreme, în zonă sosește o trupă de soldați americani care folosește roca lunară pentru a construi un fort, de la adăpostul căruia să poată controla satul de indieni,
Indienii asistă neputincioși la transformările pe care soldații le suferă sub influența pietrei lunare: ziua sunt oameni de o inocență și blândețe incredibile, în timp ce noaptea se transformă în creaturi gigantice și oribile care se hrănesc cu oamenii și animalele din zonă. În plus, spre oroarea indienilor, soldații devin nemuritori: puterile pietrei lunare îi ajută să se vindece de orice rană, oricât de gravă ar fi ea.
Singura soluție pe care o găsește vraciul satului este înconjurarea colinei cu semințele unor arbori care cresc extrem de repede și foarte deși. Incapabili de a mai trece printre trunchiurile copacilor datorită masivității corpurile transformate, soldații sunt nevoiți să se masacreze între ei, moarte cu consecințe ireversibile. Ultimul supraviețuitor se autodevorează, iar blestemul pare a se ridica de pe așezarea de indieni.
Dar aceasta este doar o aparență. O altă trupă de soldați sosește în zonă și, văzând masacrul, îi consideră pe indieni responsabili pentru el. Satul este distrus, iar în locul lui albii vor ridica localitatea Willoughby. Periodic, câte un nou-venit alege ca reședință casa de pe colină, iar atunci coșmarul reîncepe până când localnicii găsesc o metodă de a scăpa de creatura diabolică în care se transformă locatarul ei. 

## Intriga
Familia lui David își dorește de multă vreme să părăsească orașul și să se mute într-o locuință de la țară, unde să poată trăi în mijlocul naturii, la aer curat. Pentru David acest lucru este înspăimântător, dar își urmează familia în casa situată pe colina din apropierea localității Willoughby.
După doar câteva zile, constată o schimbare majoră în comportamentul părinților săi: ei devin mult mai buni, mai blânzi și privesc viața într-un mod mult mai optimist. În aceeași perioadă, explorările făcute de David îi aduc în fața ochilor capcane gigantice puse în pădurea care înconjoară casa, precum și localnicii care îl privesc cu multă ostilitate. De la unul dintre aceștia, fierarul indian Anatos, David află că părinții lui au intrat sub influența malefică a pietrelor lunare din care este formată casa, ceea ce va duce la transformarea lor în vârcolaci gigantici. Pentru a le face față, localnicii și-au înconjurat gospodăriile cu ziduri groase și ranforsări metalice.
Singura modalitate de a opri fiarele în devenire este ca ele să fie ucise de un membru al familiei în timpul nopții, când devin vârcolaci. Misiunea îi revine lui David, iar locuitorii îl ajută să se pregătească pentru acest moment: îi pun la punct o cazemată în interiorul zidurilor casei, unde să fie protejat pe timpul nopții și îl înarmează cu un revolver cu care să împuște fiarele.
Dar David nu reușește să se convingă să-și asasineze familia, iar părinții săi se transformă noapte de noapte în vârcolaci, terorizând regiunea. În cele din urmă, când încearcă să pună mâna și pe el, iar localnicii sunt pe cale de a-l linșa pentru lipsa sa de curaj, băiatul nu mai are de ales și le înfruntă. Înainte de ale ucide, are impresia că părinții reușesc să controleze pentru o clipă instinctele fiarelor în care s-au transformat, acordându-i răgazul necesar să le împuște. Rămas orfan, David este încredințat mătușii May, o bigotă care își va dedica restul vieții misiunii de a-și ajuta nepotul să-și ispășească păcatele prin suferință.

## Lista personajelor
- David Sarella - un băiat de 12 ani, personajul principal al romanului
- Andy Sarella - tatăl lui David, bărbat ursuz foarte priceput la tâmplărie
- Isa Sarella - mama lui David
- Anatos - indian, fierar în localitatea Willoughby și bun cunoscător al legendei casei de pe colină
- Lenox și Buddy - Hăitași, ajutoare ale lui Anatos
- Wahnn-Ah-Too - băiat indian din tribul Yanato care a trăit pe vremea când a căzut pe colină piatra lunară; în timpul unei transe, spiritul lui David trece în trupul său
- Malassow - vraciul tribului de indieni Yanato în apropierea căruia a căzut piatra lunară
- Bartlow - șeriful localității Willoughby
- Hossecker - preotul localității Willoughby
- Jim Morisson - doctorul localității Willoughby
- Janice Morisson - soția lui Jim
- Bessie și John - copiii familiei Morisson
- Mătușa May - sora Isei, mătușa lui David, o bigotă care crede în ispășirea păcatelor pin pedepse severe

## Opinii critice
Site-ul Babelio.com descrie romanul ca "un thriller fantastic care să vă însoțească în nopțile albe", în timp ce NemiraBooks.ro detaliază: "Serge Brussolo creează în Coșmar de închiriat un univers grotesc-tragic [...] o lume în care omul redevine o bestie fără conștiință și fără sentimente".

## Traduceri în limba română
- 1995 - Coșmar de închiriat, ed. Nemira, colecția "Babel", traducere Nicolae Constantinescu, 250 pag., ISBN 973-569-108-6
- 2006 - Coșmar de închiriat, ed. Nemira, colecția "Suspans", traducere Nicolae Constantinescu, 256 pag., ISBN 973-569-837-4